# ギュスターヴ＝クロード＝エティエンヌ・クルトワ
ギュスターヴ＝クロード＝エティエンヌ・クルトワ（Gustave Claude Étienne Courtois、1852年5月18日 - 1923年11月25日）はフランスの画家である。

## 略歴
オート＝ソーヌ県のピュゼ(Pusey)で肉屋の息子に生まれた。ヴズールの市立美術学校(école municipale de dessin)に入学し、クルトワの作品は美術教師に認められて、1869年に有名な画家、ジャン＝レオン・ジェロームに紹介され、パリの国立高等美術学校に入学するように助言を受けた。
同窓の画家、パスカル・ダニャン＝ブーベレと親しくなり、パリの西にあるヌイイ＝シュル＝セーヌに共同でスタジオを開いた。
1875年から、フランス芸術家協会展に参加するようになり、1880年代、1890年代はパリで最も成功した肖像画家の一人となった 。1891年にバイエルン王国の皇太子ルイトポルトから勲章(Orden vom Heiligen Michael)を贈られた。
私立美術学校のグランド・ショミエール芸術学校やアカデミー・コラロッシの教師を務めた。代表的な学生にはフォス(Harriet ampbell Foss）、ジョルジュ・デスパーニア、エヴァ・ボニエ、モーリス・プレンダーガストらがいる。

## 作品

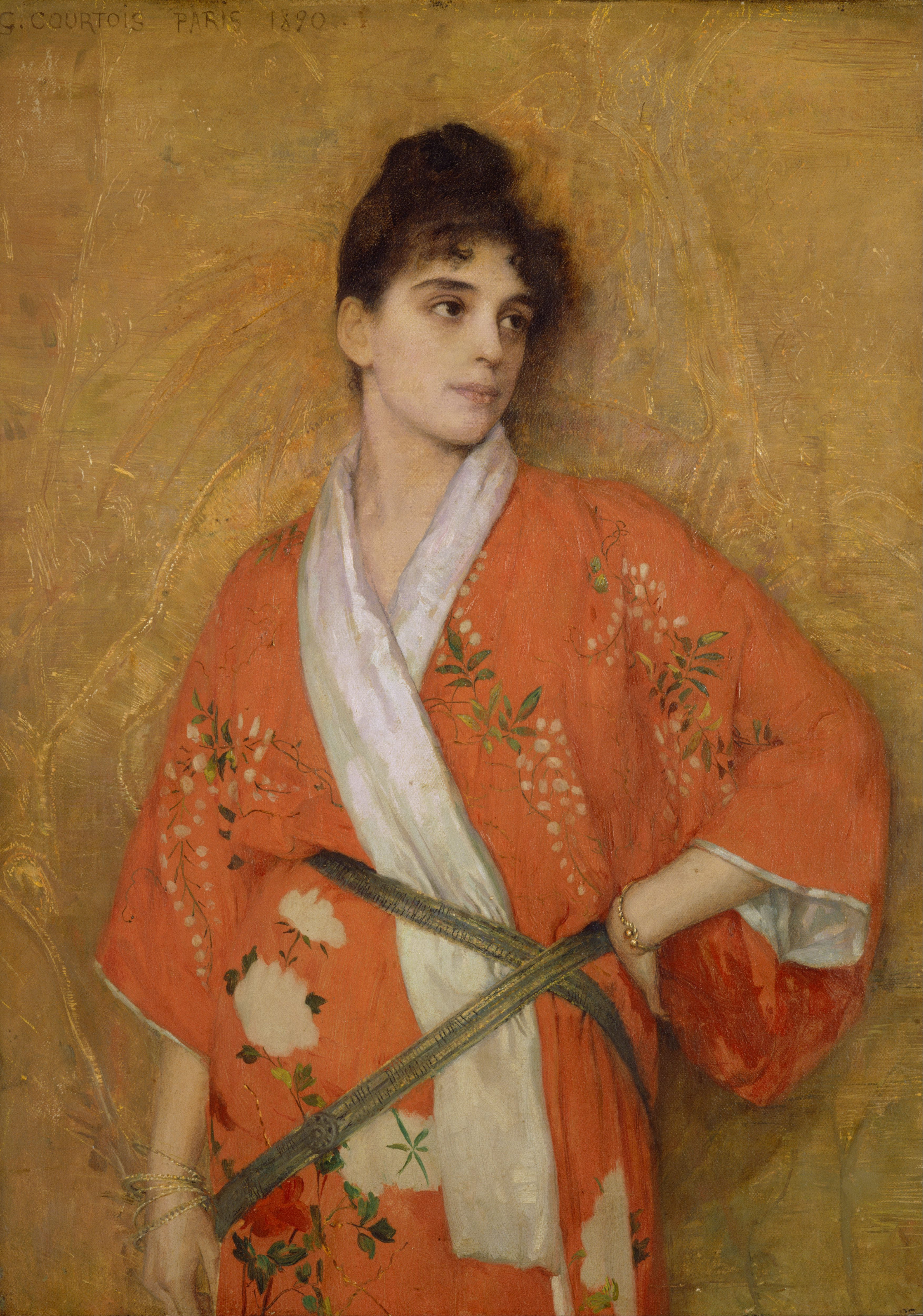
「習作」(1890)
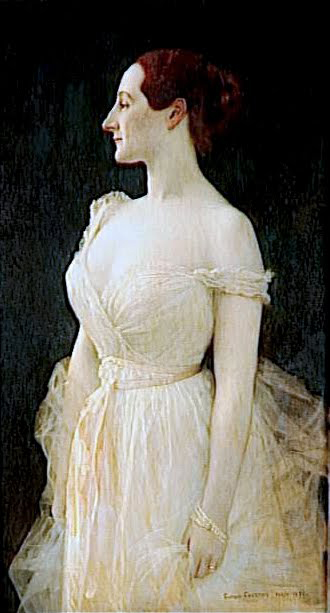
「ゴートロー夫人」 (1891)
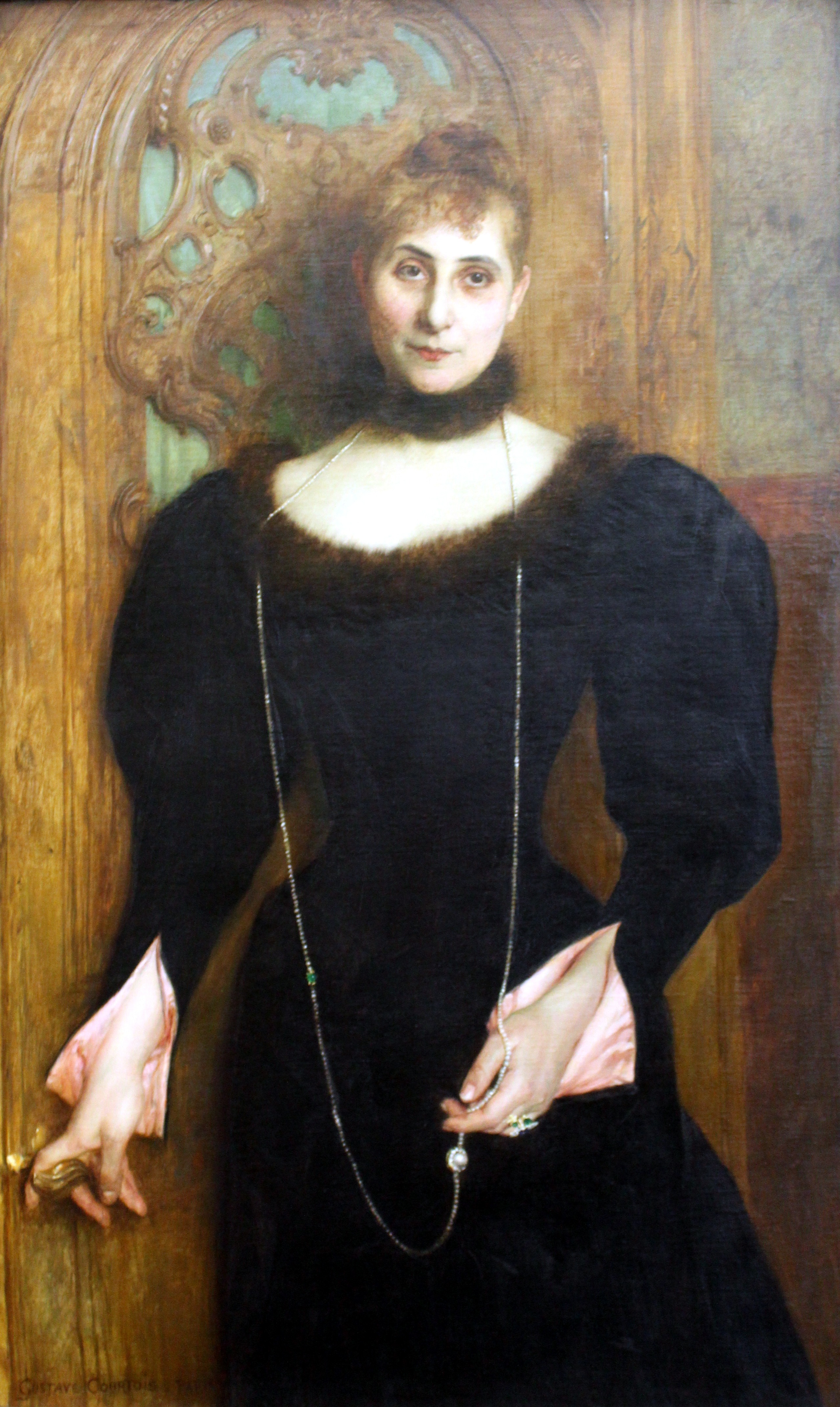
"lady Kreismann" (1894)
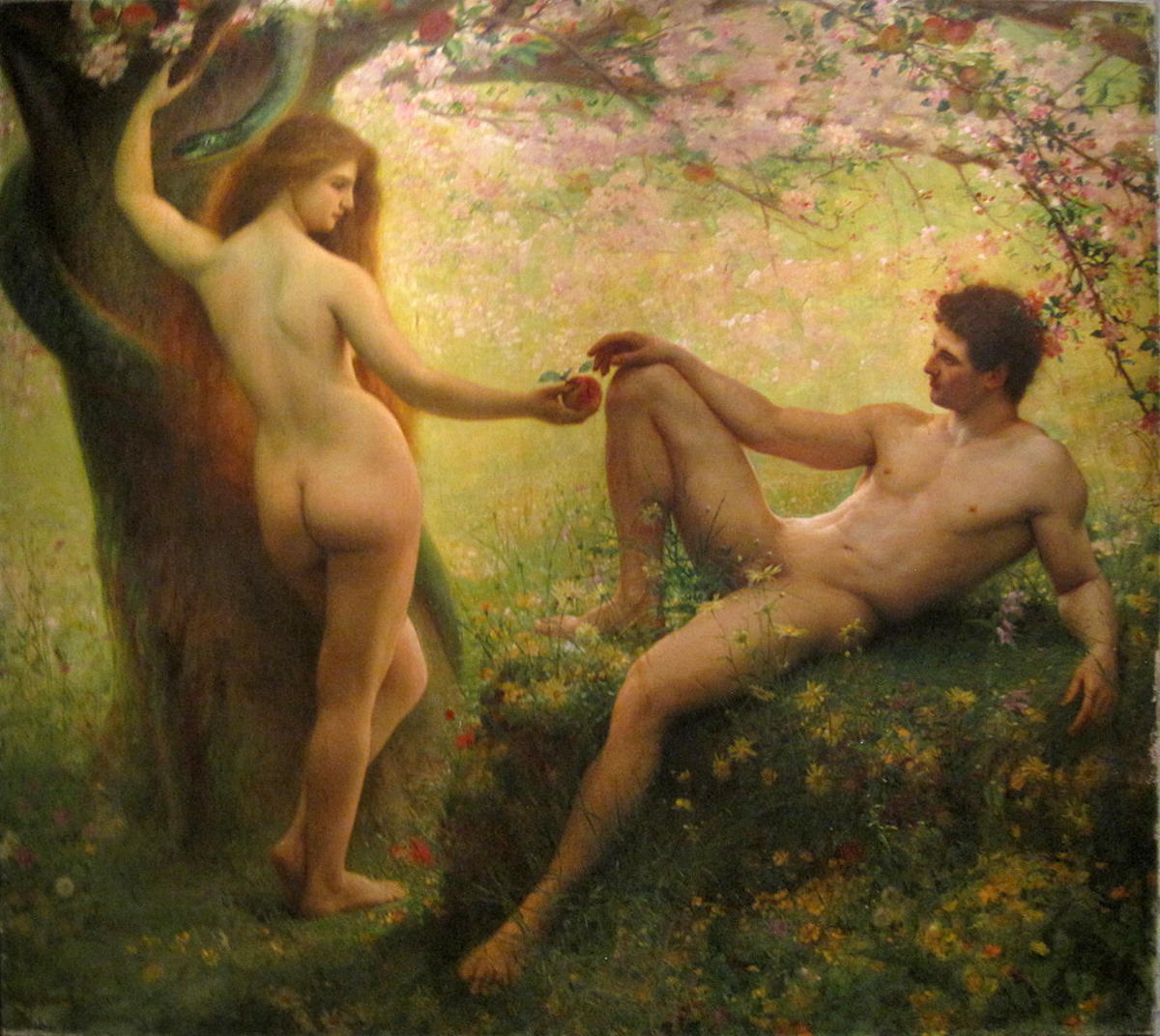
「エデンの園のアダムとイブ」 (1899)
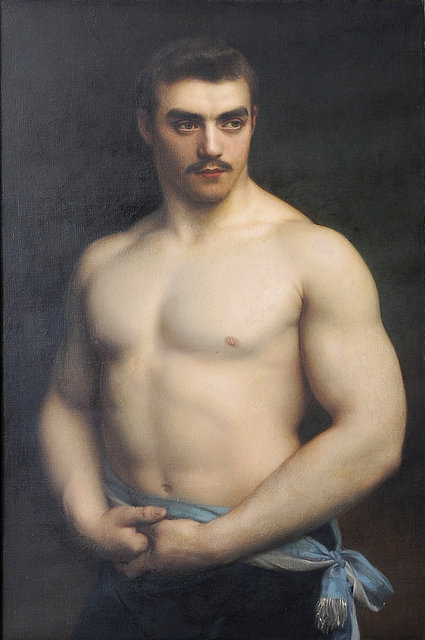
Maurice Deriaz- アスリート (1907)
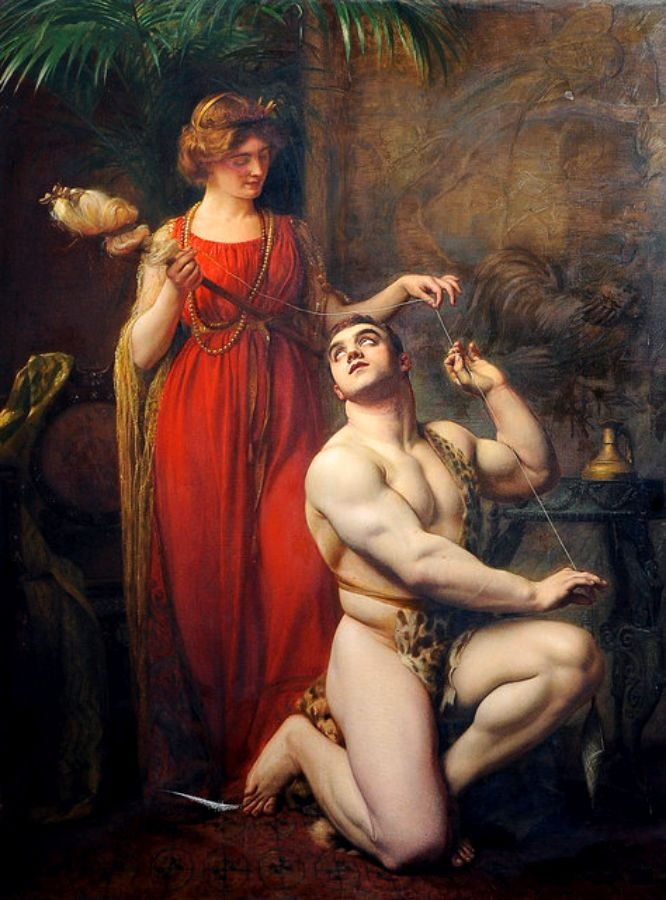
Hercules at the Feet of Omphale (1912)
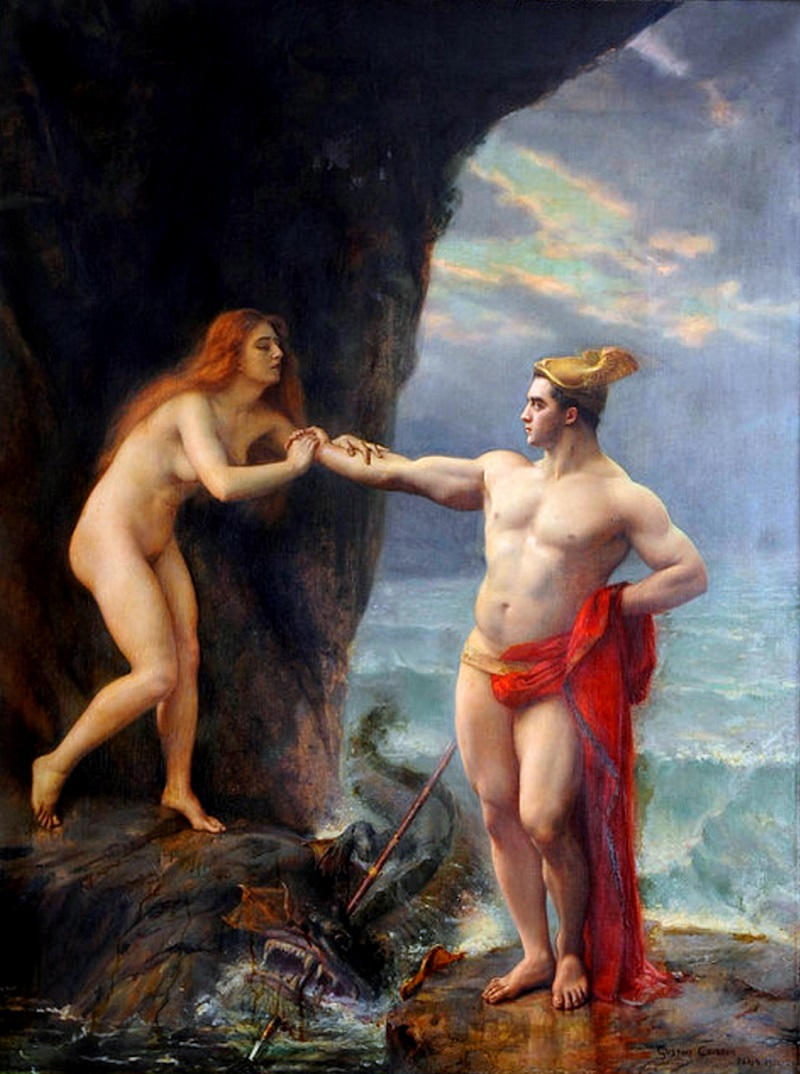
Persée délivrant Andromède (1913)